# Jòrgi Reboul

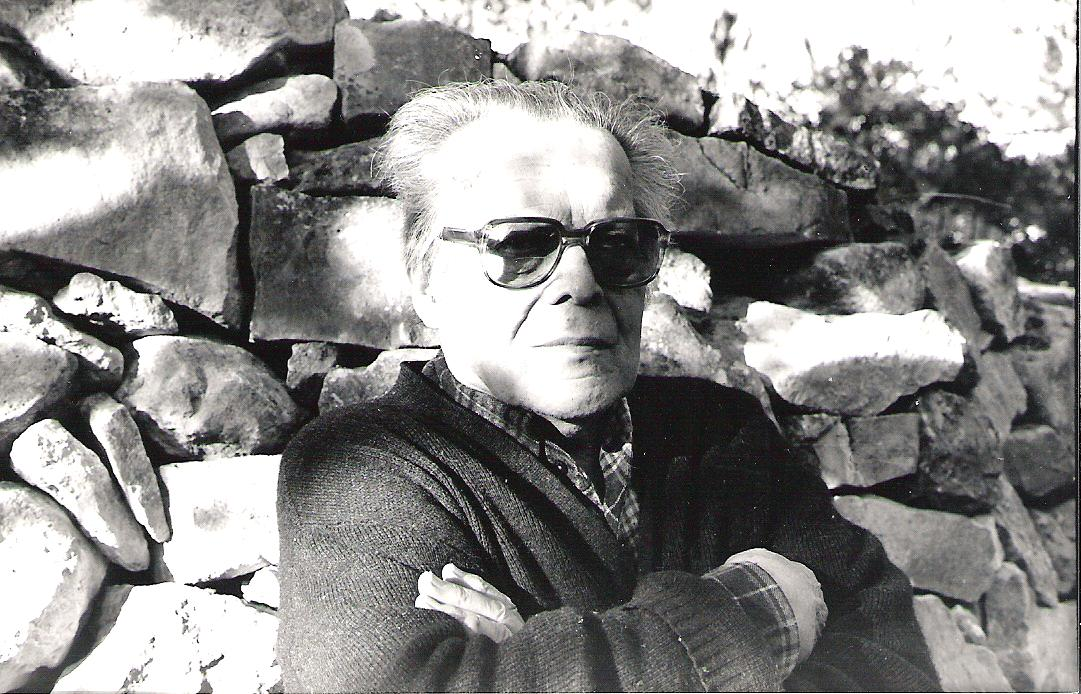
Jòrgi Reboul

Jòrgi Reboul (* 25. Februar 1901 in Marseille; † 19. Juni 1993  in Septèmes-les-Vallons) war ein französischer Dichter okzitanischer Sprache.

## Leben und Werk
Georges Reboul (später: Jòrgi Reboul) war der Sohn eines Ingenieurs. Aufgrund der Scheidung seiner Eltern musste er im Alter von 16 Jahren die höhere Schulbildung aufgeben und ergriff den Beruf des Schiffsbauzeichners. 1919 trat er in einen von dem Felibre Paul Ruat (1862–1938) gegründeten Verein ein. 1925 gründete er selbst den Verein Lou Calen de Marsiho (Die Lichter von Marseille), der bis 1980 bestand. 1936 gründete er die Jugendherberge von Allauch. 1940 geriet er als Soldat in deutsche Gefangenschaft und kam in die Lager STALAG XVII B Krems-Gneixendorf und Stalag XII A bei Limburg an der Lahn. Es gelang ihm die Flucht dank eines deutschen Offiziers, der seine Gedichte kannte (und wegen Fluchthilfe erschossen wurde). Nach dem Krieg wurde er Generalaufseher in einem Gymnasium und war zuletzt Schulbeauftragter der Stadt Marseille.
Reboul war ab 1923 Mitglied (manteneire) des Félibrige und ab 1931, aufgrund seiner Dichtung, Mèstre en Gai Saber, doch entwickelte er eine Abneigung gegen das Museale und gegen den sprachlichen Pomp und setzte sich militant für einen lebendigen und zeitgemäßen Provenzalismus ein. Vollends vom Félibrige entfremdet wurde er als Kommunist und roter Feliber durch die kompromittierende Orientierung eines Teils des Félibrige in Richtung Vichyregime. Nach dem Zweiten Weltkrieg näherte er sich deshalb der Linie des in Toulouse beheimateten Instituts für okzitanische Studien an und trat 1954 offiziell aus dem Félibrige aus und 1962 in den Toulouser Kreis ein.
Die Bekanntheit von Rebouls umfangreicher Dichtung leidet an ihrer Unzugänglichkeit wegen starker Zersplitterung in Zeitschriften und wegen der geringen Prominenz der Verlage seiner Gedichtbände. Jean Rouquette nannte ihn einen Revolutionär und rückte ihn in die Nähe von Friedrich Nietzsche. Olivier Boura beklagte, dass Reboul sogar in Marseille vergessen sei. Seit 2020 liegt von François Courtray eine umfassende Aufarbeitung von Rebouls Leben und Werk vor, die im Internet (in französischer Sprache) frei zugänglich ist.
In Septèmes-les-Vallons, Rebouls letztem Wohnsitz, ist die Mediathek nach ihm benannt. In Marseille trägt eine Straße seinen Namen.

## Werke (Auswahl)
- Sènso relàmbi. Pouèmo. Marsyas,  Mûrevigne, Aigues-Vives 1932.
- Terraire nòu. Pouèmo. Marsyas, Mûrevigne, Aigues-Vives 1937.
- Chausida. Poëmas. Letras d’Oc. Revue des lettres occitanes, Toulouse 1965. (zweisprachig)
- (Hrsg. mit Lucien Gaillard) Marseille au XIXe siècle.  Plon, Paris 1971. (Einleitung von Pierre Guiral, 1909–1996)
- Poëmas. Sènsa relambi seguit de Terraire nòu. Institut d’Estudis Occitans, Toulouse 1976.
- (Hrsg.) Oeuvres complètes de Victor Gelu avec traduction littérale en regard. 2 Bde. Laffitte, Marseille 1978.
- « Curriculum vitae ». Antologia de poemas. Associacien Mont-Jòia, Font-Blanche 1984.
- Pròsas geograficas. Vent Terral, Valderiès 1985. (zweisprachig)
- Mesclas. Les cahiers de Garlaban, Hyères1988.